# Chiesa di Sant'Andrea Apostolo (Copparo)
La chiesa di Sant'Andrea Apostolo è la parrocchiale a Fossalta, frazione di Copparo, in provincia di Ferrara. Appartiene al vicariato di Sant'Apollinare dell'arcidiocesi di Ferrara-Comacchio e risale al XV secolo.

## Storia
La chiesa di Fossalta è documentata dal XV secolo e fu parrocchiale sin dai primi tempi.
Attorno alla metà del XVIII secolo la chiesa e la sua torre campanaria vennero riedificate, e tale momento viene ricordato con un'incisione nella navata.
Con il XXI secolo sono state restaurate le coperture di tutta la struttura.

## Descrizione

### Esterno
La parrocchiale di Sant'Andrea Apostolo sorge in posizione non centrale nell'abitato di Fossalta. Il prospetto principale è a capanna, di aspetto neoclassico con un grande frontone superiore e due ali ai lati. Il portale è architravato e sulla parte centrale della facciata si trova una grande finestra dai contorni misti e cruciforme. La torre campanaria si trova in posizione arretrata, addossata all'edificio sul lato destro.

### Interno
La navata interna è unica, con due cappelle laterali che hanno volta a botte. Attraverso l'arco santo a tutto sesto si accede al presbiterio, che è leggermente rialzato. L'abside ha base semicircolare.
Sulla pavimentazione della navata sono presenti lapidi di antiche sepolture.